# Gaussia spirituana
Gaussia spirituana е вид растение от семейство Палмови (Arecaceae). Видът е застрашен от изчезване.

## Разпространение
Разпространен е в Куба.